# Mangan(II)-fluorid
Mangan(II)-fluorid ist eine chemische Verbindung des Mangans und zählt zu den Fluoriden. 

## Gewinnung und Darstellung
Mangan(II)-fluorid kann durch Reaktion von Mangancarbonat mit Flusssäure gewonnen werden. Es wurde bereits 1824 von Jöns Jakob Berzelius auf diese Art erhalten.
{\displaystyle \mathrm {MnCO_{3}+2\ HF\longrightarrow MnF_{2}+CO_{2}+H_{2}O} }
Es kann auch direkt aus den Elementen dargestellt werden.
{\displaystyle \mathrm {Mn+F_{2}\longrightarrow MnF_{2}} }
Das Tetrahydrat entsteht durch langsames Verdunsten einer wässrigen Lösung von Mangan(II)-fluorid.

## Eigenschaften

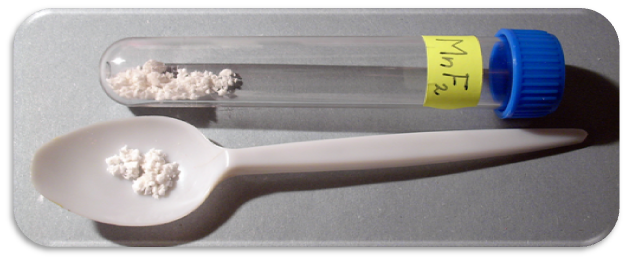
Manganfluorid

Mangan(II)-fluorid bildet rosafarbene quadratische Prismen und ist wenig löslich in Wasser, löslich in verdünnter Flusssäure und leicht löslich in konzentrierter Salzsäure und Salpetersäure. Es ist ein Antiferromagnet und besitzt eine tetragonale Kristallstruktur vom Rutil-Typ mit der Raumgruppe P42/mnm (Raumgruppen-Nr. 136) und den Gitterkonstanten a = b = 487,3 pm und c = 313,0 pm. Seine Néel-Temperatur beträgt 68 K. Die Verbindung bildet mit Alkalifluoriden Fluorokomplexe M1MnF3 mit Perowskitstruktur und M1MnF4.

## Verwendung
Mangan(II)-fluorid kann als Katalysator bei Pyridinsynthesen verwendet werden.